# Rià i Cirac
Rià i Cirac (IPA: [riˈajsi'ɾak], oficialment en francès Ria-Sirach) és una comuna nord-catalana de la comarca del Conflent.
La llegenda assegura que hi va néixer el fundador de la nissaga dels comtes reis catalanoaragonesos, atès que el pare de Guifré el Pilós, Sunifred I, hi tenia el seu comtat i el seu castell, que va ser derruït el 1672 per ordre del rei Lluís XIV de França.
La comuna està formada pels pobles de Rià (abans Arrià) i Cirac (abans Sirac), units dins de la mateixa comuna des del 1822. També hi ha el poblet de Llúgols, pertanyent a l'antic terme de Rià.

## Etimologia
Està tractada als articles de cadascun dels dos pobles.

## Geografia

### Localització i característiques generals del terme

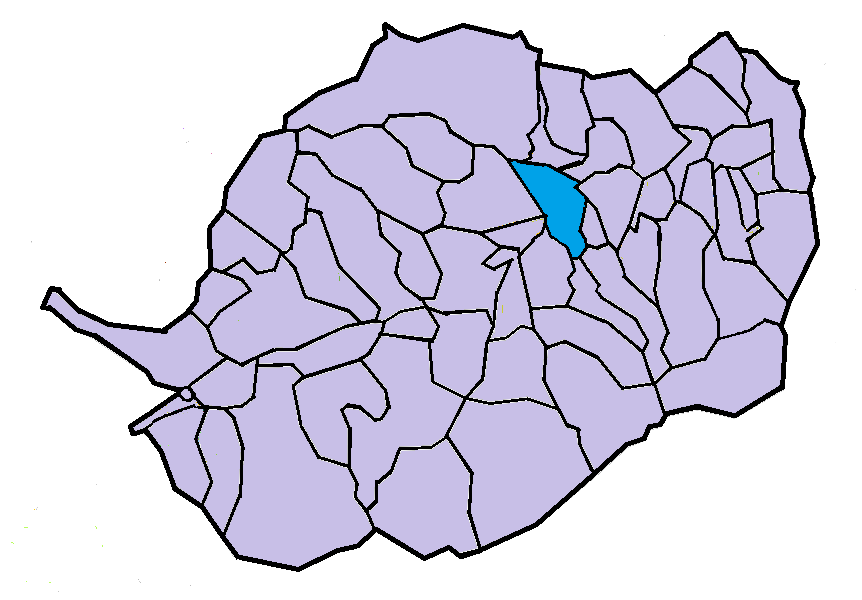
Situació de la comuna de Rià i Cirac en el Conflent

El terme comunal de Rià i Cirac, de 128.200 hectàrees d'extensió, és situat a la vall de la Tet, a les dues ribes del riu: la riba esquerra és l'antic terme de Rià i la dreta, llevat de la franja immediata al riu, que pertanyia a Rià, el de Cirac. Està situat lleugerament al nord del centre de la comarca, just a ponent de Prada, cap de la comarca.
La franja central de la comuna, on hi ha situats els dos pobles que la formen, és el fons de la vall de la Tet, sobretot a l'entorn d'on el Callan aflueix en la Tet; aquests dos rius es troben a l'extrem oriental del terme, però abans marquen un territori que acaba convergint en la desembocadura, però deixa una àmplia zona enmig on els dos rius discorren paral·lels, on s'estenen els diferents nuclis de la població de Rià. És la zona on es genera la major part de l'activitat social i econòmica de la comuna.
A banda i banda, s'estenen dues zones muntanyoses: la del sud està formada pels darrers contraforts del Massís del Canigó, que arriben a altituds entre els 550 i el 650 metres; la del nord, pels costers que davallen dels contraforts sud-orientals de la Serra de Madres, les carenes que separen Rià dels termes veïns de Conat, Mosset, Campome, Catllà i, a l'extrem oriental, Prada, que en el punt més elevat assoleix els 1.081 metres d'altitud. Rià és a 400 metres d'altitud, Cirac a 450, i la Tet, en el punt més baix de tot el terme, al límit mb Prada, a 335.
Termes municipals limítrofs:
| Mosset                         | Campome | Catllà          |
| Conat / Vilafranca de Conflent |         | Prada / Codalet |
| Cornellà de Conflent           | Fillols | Taurinyà        |

### Rià

#### La Lliça

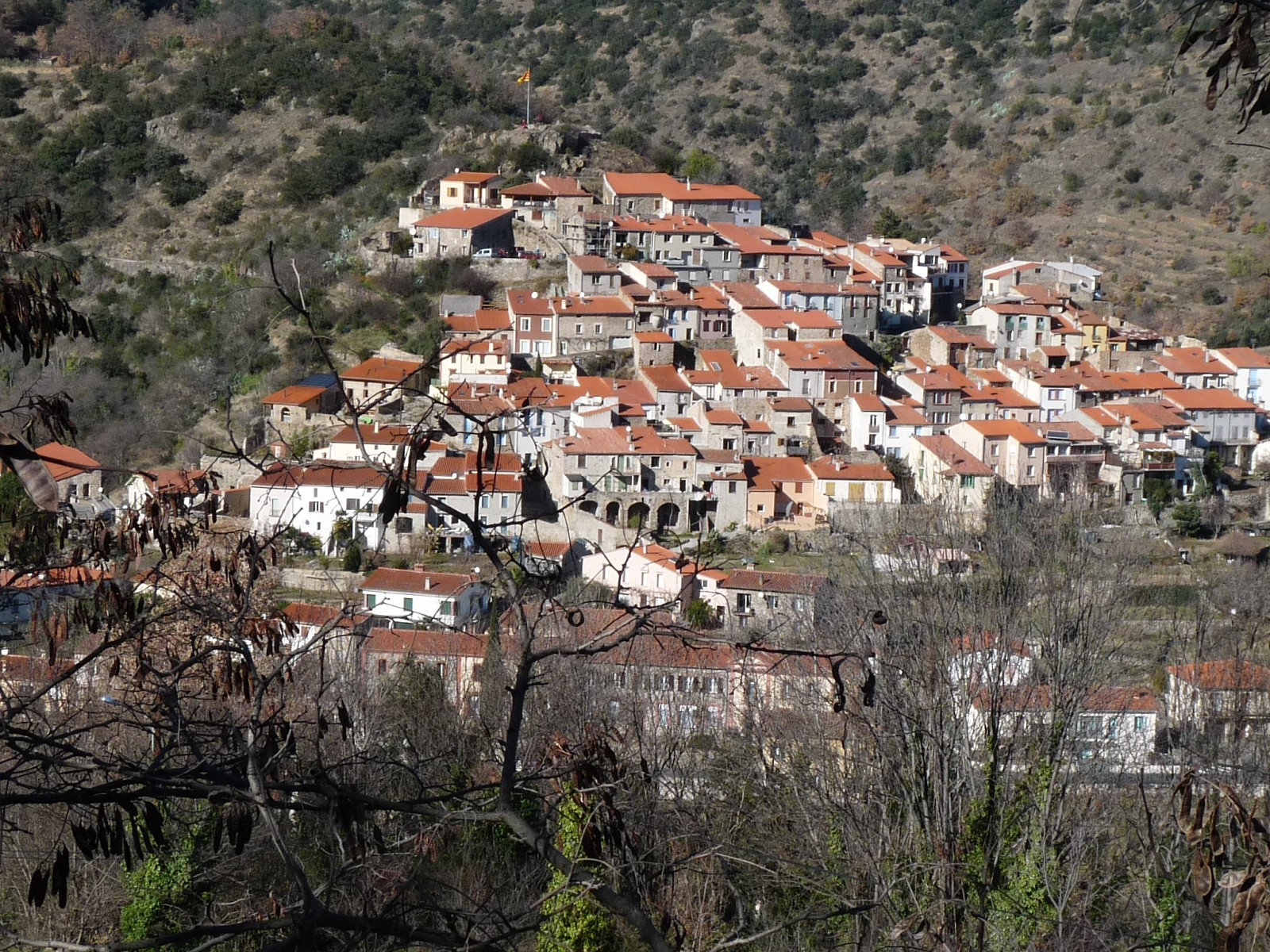
La Lliça, principal nucli de Rià

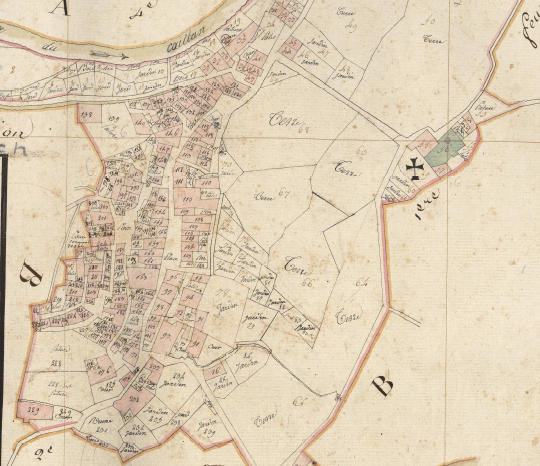
Rià en el Cadastre napoleònic del 1812 (Arxius Departamentals dels Pirineus Orientals, ADPO)

El poble de Rià és a l'esquerra de la Tet i a la dreta del Callan. El seu nucli antic, anomenat la Lliça, és a l'extrem sud-oriental del coster on s'inicia la carena que separa les dues valls d'aquests rius. Al capdamunt del poble hi ha les escasses runes del Castell de Rià, destruït el 1672.
L'església parroquial de Sant Vicenç de Rià no és a la Lliça, sinó uns 200 metres a llevant del poble, en un lloc a l'entorn del qual s'ha anat formant la moderna extensió del poble de Rià. Encara més a l'est hi ha l'actual cementiri de Rià, i, encara més cap a llevant, el barri modern del Mas d'Avall. A l'extrem nord del poble, a prop de la carretera de Conat i a l'esquerra del Callan, a l'extrem de llevant del Pont de Sant Sebastià, hi ha la capella de Sant Sebastià.

#### El Pont de Rià

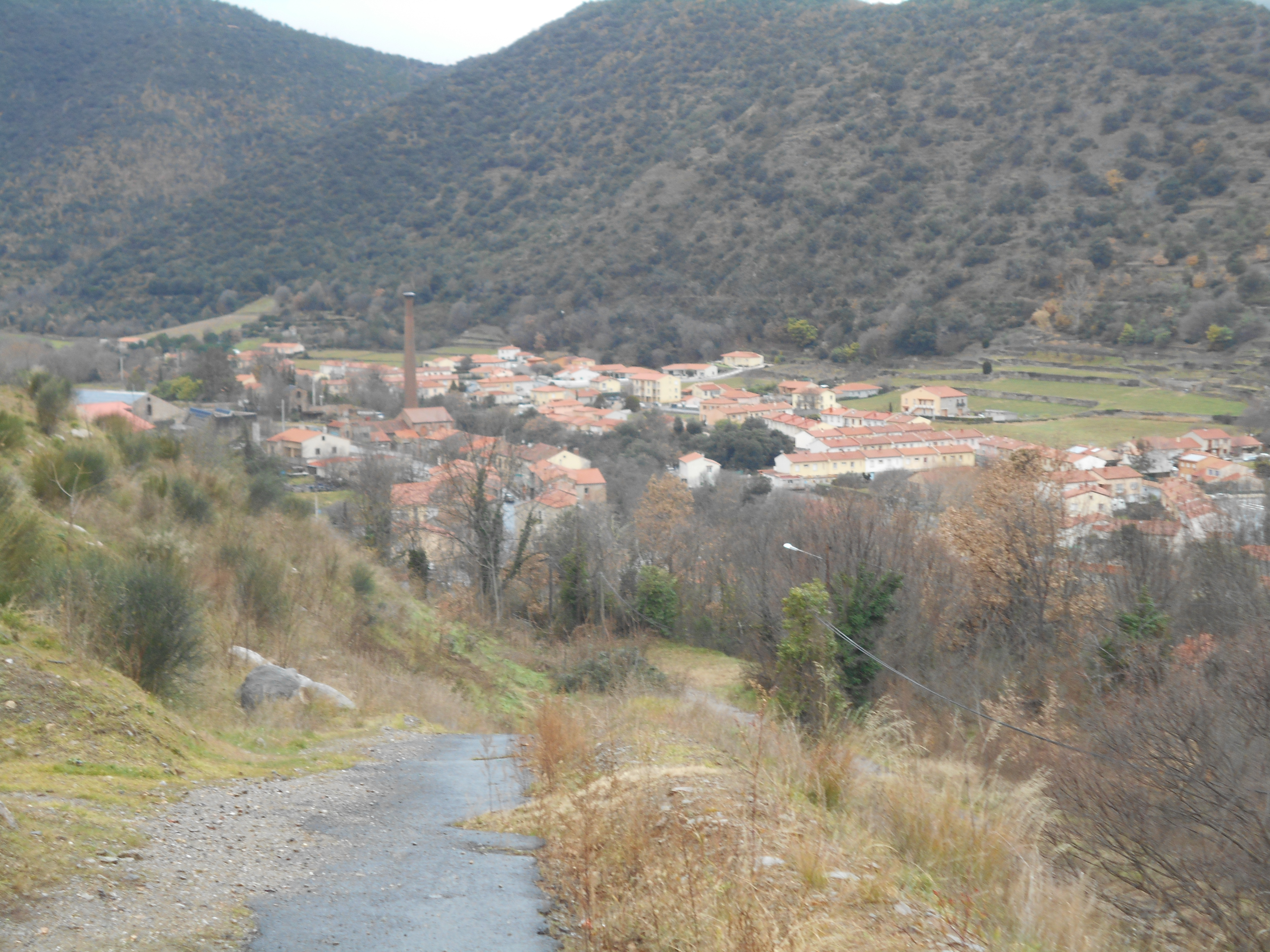
El barri del Pont de Rià, des de Cirac

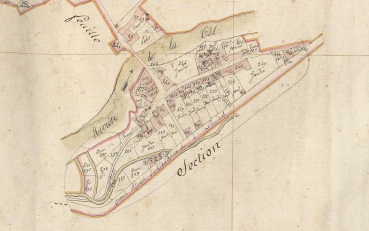
El Pont de Rià el 1812 en el Cadastre napoleònic del 1812 (ADPO)

El veïnat del Pont de Rià és un grup de cases nascut a la dreta de la Tet, a la franja de la ribera de la Tet que encara formava part de l'antic terme de Rià, a llevant del lloc on hi havia hagut els Alts Forns de Rià. És a prop al nord-oest de Cirac. S'uneix a Rià pel Pont de na Bernada, que travessa la Tet.
A l'extrem occidental del nucli hi ha els Antics Forns, ara reconvertits en fàbrica d'electricitat. Al voltant de la carretera general s'hi ha generat el Barri de la Ruta General, en bona part a partir dels habitatges de la colònia obrera construïda per als treballador dels alts forns.

#### Llúgols

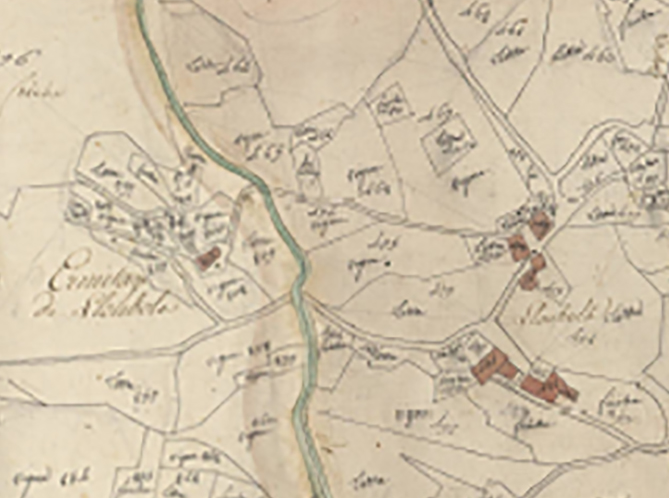
Llúgols en el Cadastre napoleònic del 1812 (ADPO)

Llúgols és al nord-oest del terme comunal, al capdamunt del Còrrec de Llúgols, afluent per l'esquerra del Callan. És un poble en part despoblat, tot i que conserva algunes cases habitades, sobretot en etapes estacionals. Té l'església, antigament parroquial, de Sant Cristau, o Cristòfol.
S'hi conserven les cases de Can Llinarès i Can Monells, i els antics noms d'altres cases: Can Delcamp, Can Lacroix, Can Maria, Can Pagès i Can Roger. Llúgols tenia un petit veïnat, Llúgols de Dalt, al nord-oest, prop del qual hi havia l'església romànica, ara en ruïnes, de Sant Sadurní d'Eroles. També havia existit el Castell de Llúgols, del qual avui dia només es conserven els vestigis d'una torre.

### Cirac

#### El poble de Cirac

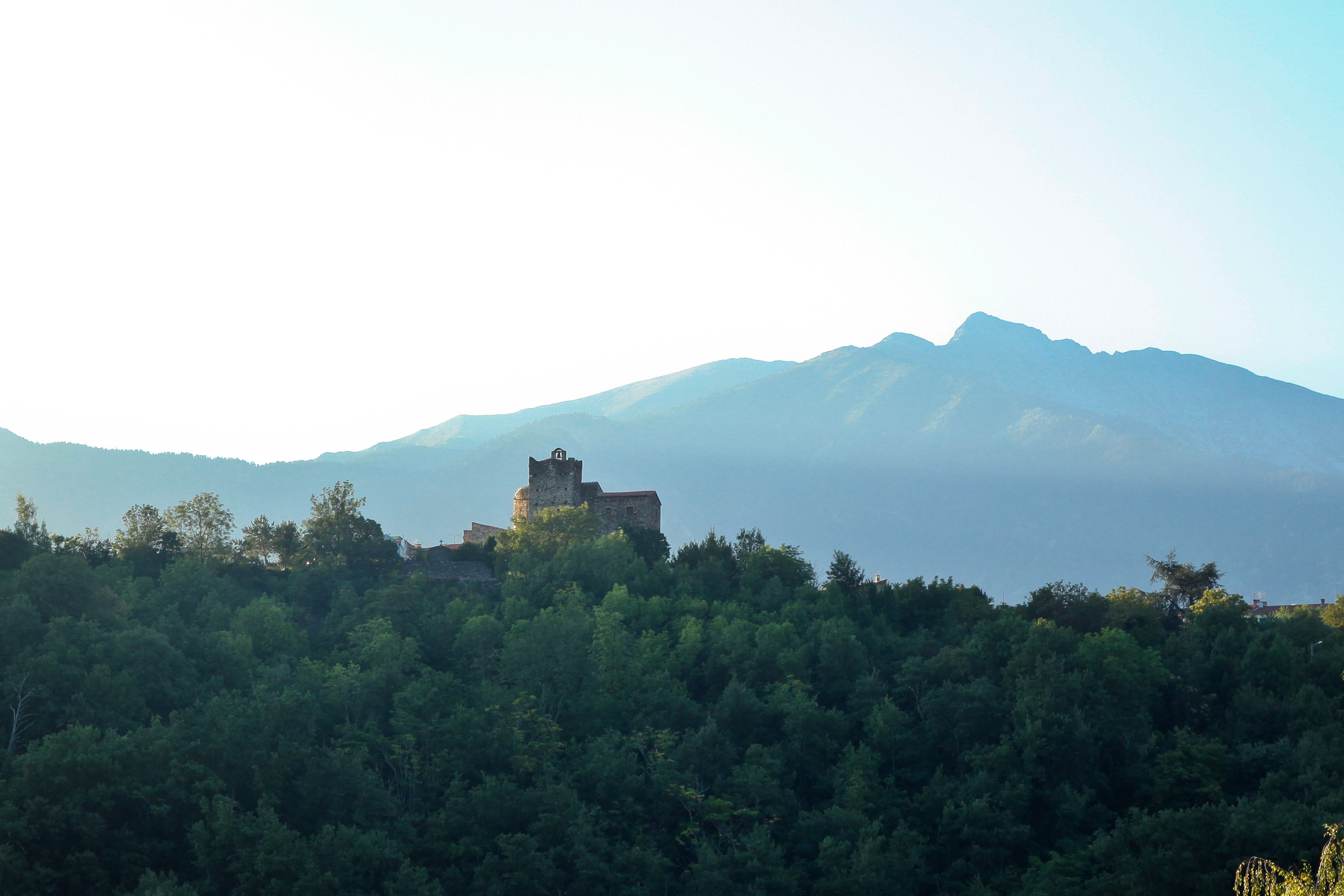
Cirac des de Rià

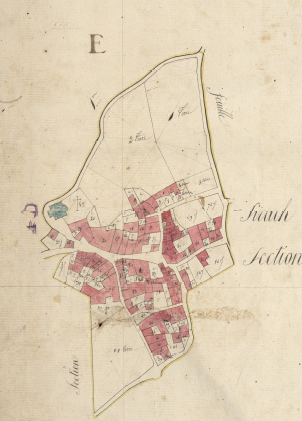
Cirac en el Cadastre napoleònic del 1812 (ADPO)

El poble de Cirac és situat a la dreta de la Tet, en un turó on, segons alguns autors, hi havia hagut el Castell de Cirac. En el recinte d'aquest castell es trobaria l'església parroquial de Sant Climent de Cirac.
Tanmateix, no sembla haver existit mai aquest castell, sinó que va ser confós amb la fortificació de la mateixa església parroquial: la mateixa nau del temple presenta un sobrealçament que la transforma en una torre quadrada compacta, amb aspecte de castell.

### Elements prehistòrics del Pla de Vall en So
En aquest altiplà hi ha la Cova de la Sort, amb vestigis del Neolític i de l'Edat dels metalls, i diversos dòlmens, com els tres del Roc de l'Home Mort, el Dolmen 1 de la Font de l'Aram, un al Prat Clos i un altre al Montsec, a part d'almenys tres més ara desapareguts: el Dolmen 2 de la Font de l'Aram, el Dolmen 3 de la Font de l'Aram, o 3 del Roc de l'Home Mort, també anomenat la Caixeta, i el Dolmen 2 del Montsec. També s'hi han trobat moltes roques gravades amb cúpules i signes cruciformes. El fet que fos un lloc propici al pastoreig fa que en els entorns hi hagi diverses barraques de pedra seca, aquí anomenades orri.
Els gravats de les roques, originaris de l'època tardoglaciar, presenten un conjunt extraordinari, que, d'altra banda, són l'únic vestigi conservat d'una possible ocupació humana del territori de llarga durada. Els gravats són presents als roquissars del Cortal Freixe, a la part nord del Pla de Vall en So, de Catllorenç, de Fórnols Alt, a la nord-oriental, prop de Sant Cristòfol de Llúgols, al sud, principalment.

### Les masies del terme
El terme de Rià i Cirac no té una gran quantitat de construccions aïllades, entre mesos, cortals i altres. Els masos que s'hi poden trobar són el Mas d'Avall, o d'en Lacroix, el Mas dels Pallers, de Cornellà, però que té terres a Cirac, i el Mas Maria; d'altra banda, entre els cortals n'hi ha dos sense nom, un a les Planes, al límit amb Taurinyà, i l'altre a Santa Margarida, al termenal amb Conat, i tres més que avui dia són noms antics: el Cortal d'en Freixes, o d'en Pólit, el d'en Ronda i el d'en Viguer. Hi havia també dos antics forns de calç, el d'en Capó i el d'en Viader, dos molins, el d'Oli d'en Lacroix i el de farina, del mateix amo anterior. També cal tenir en compte l'Alberg de Muntanya, també anomenat Alberg d'Etapa, situat a Llúgols.
Entre les construccions religioses del terme, a part de les esglésies considerades cadascuna en el seu capítol propi, hi ha els oratoris de Sant Antoni, als Quatre Camins, de Sant Sebastià, al capçal nord del Pont d'aquest nom, i el de Sant Vicenç dels Cloells. A prop del Pont de Sant Sebastià hi ha també el Pou de Gel.
Hi ha també alguns ponts destacables: el Pont de les Guilles, el de la Vernada, el de Llúgols i el de Sant Sebastià. Finalment, a la vall del Callan hi ha alguns vestigis del Castell de Salabert.

### Hidrologia

#### Cursos d'aigua
El riu principal del terme de Rià i Cirac és, sens dubte, la Tet, però hi destaquen també dos altres cursos d'aigua: al nord, a l'antic terme de Rià, el Callan i al sud, a l'antic terme de Cirac, el Merder. La Tet entra en el terme de Rià i Cirac pel costat de ponent, i rep per l'esquerra el Còrrec de Santa Creu, abans d'arribar a Rià, i per la dreta, el Còrrec de la Pòlit, ja al Pont de Rià. Just en deixar enrere els barris nous de Rià, que queden a l'esquerra, rep per la dreta el riu Merder, i, ja al límit oriental del terme, rep per la dreta la Ribereta i per l'esquerra el Callan i el Còrrec dels Colls, que atenyen la Tet en el mateix lloc.
El Merder és un curs d'aigua que ve del sud, on, durant un tram molt llarg, fa de termenal entre Rià i Cirac i Codalet. Aquest riu prové del terme comunal de Fillols, on fa durant un tram de termenal entre Rià i Cirac i Cornellà de Conflent, en el qual rep l'afluència del Còrrec de Corts.
El Callan procedeix de Conat, i en el seu curs per Rià i Cirac, bàsicament de nord-oest a sud-est, rep els còrrecs de Santa Margarida, de Llúgols, de la Llisa i de Salabert. Més al nord-est, hi ha els còrrecs dels Colls, de les Deveses i de la Coscolleda, que s'aboquen en la Tet just al mateix lloc que el Callan. A l'extrem nord del terme de Rià i Cirac, procedent del Pla de Vall en So, hi ha el Còrrec de Bridà, antigament de la Brida, que després de travessar tot el nord d'aquest terme, entra en el de Catllà, on va a afluir en la Castellana. En el darrer tram, però, rep el nom de Còrrec de Vallauria.
A l'extrem nord-oest del terme hi ha alguns còrrecs que neixen en terme de Rià i Cirac, però de seguida tenen continuïtat en els termes veïns: el de la Serrania, que va cap a Catllà, i els de Nabilles i de la Taula, o les Taules, tots dos cap a Conat. Igualment, a l'extrem oriental hi ha el Còrrec de Torremilà, que entra de seguida en el terme de Prada.
Hi ha alguns noms de cursos d'aigua ja antics: el Torrent del Maig, el del Merla, el del Negre i el de Petangana.

#### Canals d'irrigació

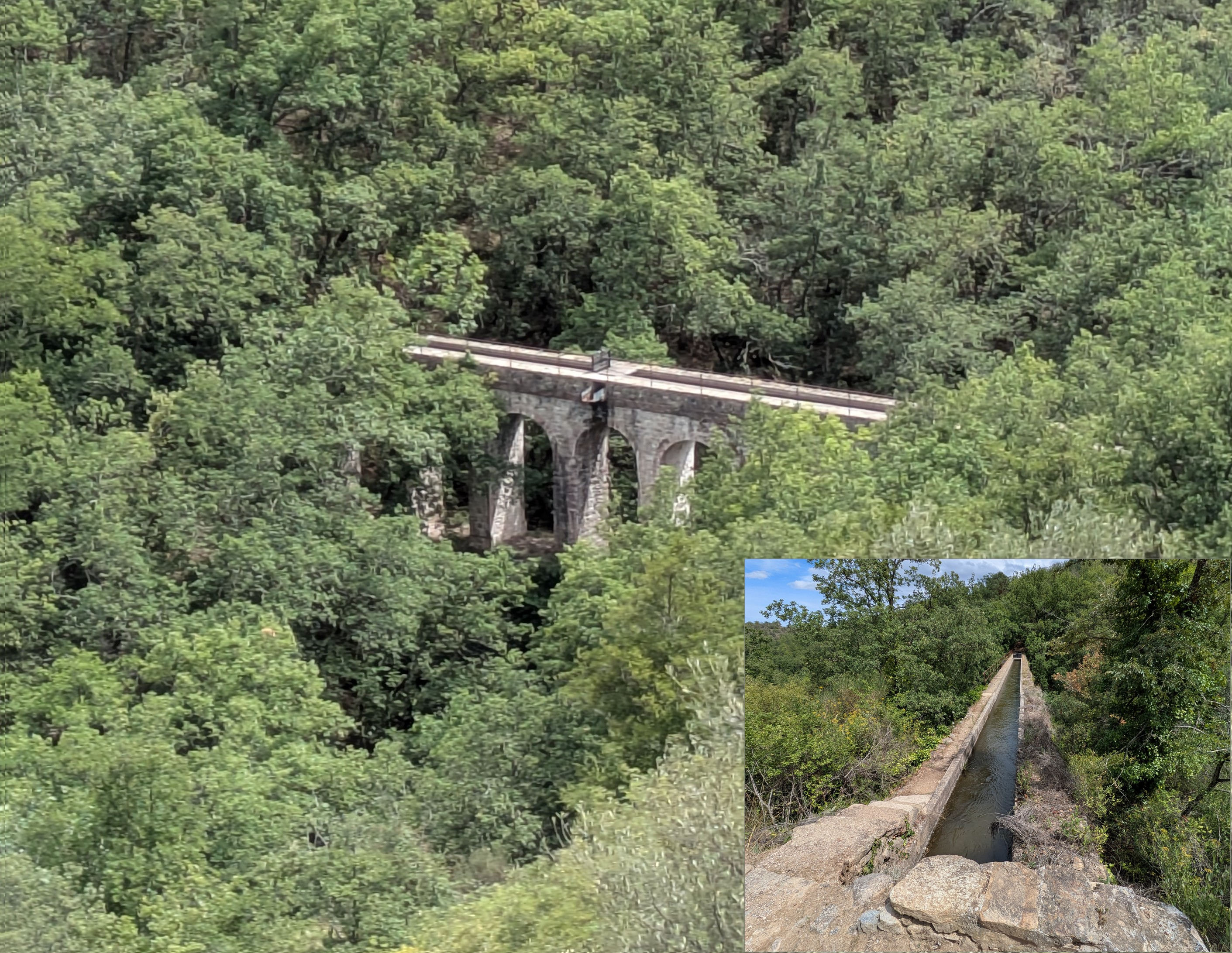
Aqüeducte de Boera, Rià i Cirac.

El terme de Rià i Cirac conté uns quants canals d'irrigació, tant a la dreta com a l'esquerra de la Tet. A la dreta, a l'antic terme de Cirac, es troben el Rec de Boera, que disposa d'un aqüeducte en el seu traçat, el de la Branca Vella, o de Prada, el Rec de Cirac, o de Fillols, mentre que a l'esquerra, a l'antic terme de Rià, el Rec d'en Caçà, de llarg recorregut, ja que travessa tot el terme de banda a banda, el Rec Comú, el Rec de Balajat, el Rec de Canoà.

### Orografia
Els espais geogràfics rellevants i topònims que expressen formes de relleu d'aquest terme són: obagues, com el Bac; Clots, com les Clotes, abans la Clota; coves, com la Cova de Cirac i la Cova Lachambre; costes, com la Costa, la Costa de Cirac i la Costa de Mosset; muntanyes, com el Pic del Solempí; plans, com el Pla, o Pla de Rià, el Pla d'Agost (nom antic), el Pla de Cirac, el Pla de Vall en So, les Planes; serres, com el Serrat de Torre, o de Torres, les Serrianes; solanes, com el Solà,

### El terme comunal

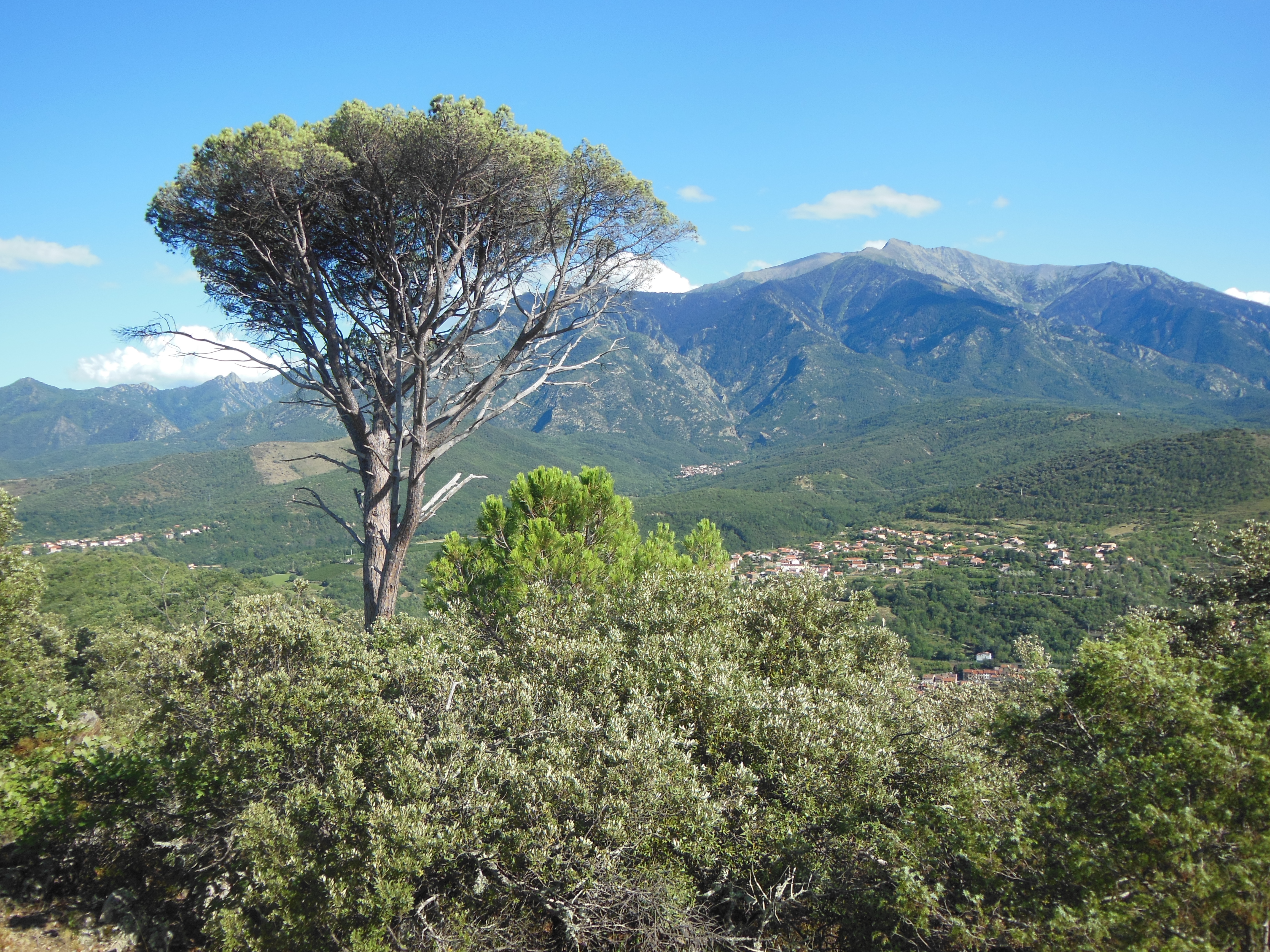
El Pi del Rei. Canigó a la llunyania.

Les partides o indrets específics del terme són les Artigues, Balajat, Boera, en Bullà, en Caçà, o Patangana, el Callan, el Castell, el Cim de la Costa de Mosset, la Clau, els Colls, abans el Coll, el Corral, la Creu d'en Barina, les Deveses, els Embronis, l'Ermitatge de Llúgols, els Espamals, les Ferreres, les Llonces, el Lloser, Llúgols de Baix, Llúgols de Dalt, el Mas d'Avall, o Lacroix, el Mas Maria, Montsec, Muntanya de Forniols, la Parreguera d'en Maria, el Pi del Rei, les Piles, el Pont de la Verneda, el Pont del Callan, el Pont d'en Gomer, la Prada, els Prats d'en Martí, la Ribereta, o la Lliterà, les Ribes del Callan, Roc de la Maria, Roc de l'Home Mort, Salabert, Santa Creu, Santa Margarida, el Solempí, els Terrers Blaus i el Tornall. Alguns són noms antics, ja en desús, com els Ametllers, el Bugallar, Garrolla, a Nivell, la Vaquerissa i la Vernosa. Alguns topònims indiquen senyals termenals, com la Parreguera d'en Maria, el Piló, el Roc (quatre, amb aquest nom), Roca Foradada, Roc de Forniols (dos), Roc de la Creu, abans de les Creus, Piló d'en Maria, o Roc de les Creus, abans Roc de la Maria, Roc de l'Home Mort, Roc del Solempí, Roc del Trial i Roc d'en Martí (dos).

## Transports i comunicacions
Rià i Cirac estan molt ben comunicats, atès que el terme es troba al fons de la vall de la Tet, per on circulen les carreteres principals de la comarca, a més de la via del ferrocarril.

### Carreteres
En primer lloc, la carretera N - 116 (Perpinyà - la Guingueta d'Ix), la carretera que fa d'enllaç bàsic del Conflent, que, venint de Perpinyà, té forma d'autovia fins a prop de Bulaternera. Aquesta carretera, que passa ran de la riba dreta de la Tet, permet arribar a Perpinyà en 48,7 quilòmetres, a 3,6 de Prada, a 14,2 de Vinçà, d'una banda (cap a llevant), citant només algunes de les poblacions, i a 55,2 de la Guingueta d'Ix, a 34,1 de Montlluís i a 5,3 de Vilafranca de Conflent, de l'altra (cap a ponent).
També hi ha la carretera D - 26 (N - 116, a Rià i Cirac - Noedes), que uneix Rià i Cirac amb Conat en 4,4 quilòmetres i amb Noedes en 13. És una carretera que ressegueix la vall del Callan, i no enllaça amb cap altre poble que els esmentats.

### Ferrocarril
Rià i Cirac té estació de tren de la línia Perpinyà - Vilafranca de Conflent, on enllaça amb l'anomenat tren groc, de Vilafranca de Conflent a la Tor de Querol. És la línia 12 TER Llenguadoc Rosselló.

### Transport públic col·lectiu
Rià i Cirac disposen de tres línies de Le bus à 1 €, la 240, la 241 i la 260. La primera i la segona, combinades, uneixen Rià i Cirac cap a ponent amb Vernet (12 minuts), Cornellà de Conflent (7), Vilafranca de Conflent (4), Prada (3) i Perpinyà (1 hora i 10 minuts) (directe entre les dues darreres poblacions) amb deu serveis diaris, dels quals dos tenen l'origen a Castell de Vernet i sis s'originen a les Termes de Vernet. A més quatre d'aquests serveis tenen el final o l'origen a Prada, on enllacen amb altres línies cap a Perpinyà. Circulen de dilluns a dissabte; diumenge i dies festius, sense servei.
La línia 260 uneix Perpinyà amb la Cerdanya passant per Prada, fins on es directa des de la capital del Rosselló, Rià, Vilafranca de Conflent, Serdinyà, Oleta, Toès, Fontpedrosa, Fetges, Montlluís, Bolquera, Font-romeu, Èguet, Targassona, Angostrina, Vilanova de les Escaldes, Ur, Enveig, la Tor de Querol, la Cabanassa, Sallagosa, Er, Naüja, Oceja, la Guingueta d'Ix, Ur (fent un bucle a l'Alta Cerdanya), Enveig, la Tor de Querol, Porta i Portè. Aquesta línia circula de dilluns a dissabte amb quatre serveis diaris en direcció a la Cerdanya i cinc en direcció a Perpinyà, més un servei diari extra divendres i dissabte i tres serveis en cada direcció el diumenge. Rià és a 5 minuts de Prada, segons la parada, i a quasi una hora de Perpinyà, també depenent de la parada; en l'altra direcció, és a 5 minuts de Vilafranca de Conflent i a quasi una hora de Montlluís.

### Els camins del terme
El terme de Rià i Cirac és solcat per nombrosos camins. Entre els que comuniquen indrets del mateix terme es troben el Camí de la Muntanya des de Llúgols, el de la Muntanya des de Prada, el dels Colls, el d'en Bullà, el d'en Caçà, o del Pont del Gomer, el Camí Vell dels Meners, la Pista del Pla de Vall en So, la Tira de la Muntanya, la Tira de Rià, o de Rià a la Muntanya i la Travessa de Cirac. Entre els que es comuniquen amb els pobles i termes veïns hi ha el Camí de Campome, abans de Mosset, el de Campome a Prada, el de Catllà, o de Prada, el de Codalet, el de Conat, el de Conat a Vilafranca, el Camí de Ferro (la vida del ferrocarril), el de Fillols, el de Conat a Llúgols, el de Taurinyà, dit Camí Vell de Fillols a Codalet, el Camí Vell de Codalet, la Ruta de Conat, la de Prada, la de Vilafranca i la Tira de Catllà, o Camí d'Orbanyà a Catllà.

## Activitats econòmiques
L'activitat agrícola de Rià i Cirac a penes arriba a un centenar d'hectàrees, repartides en menys de cinquanta explotacions. La major part es dedica a arbres fruiters, principalment presseguers, però també albercoquers, pomeres, cirerers i pereres. Hi ha també poc més d'una desena d'hectàrees dedicades a la vinya, i a penes mitja dotzena d'hectàrees dedicades a horta. Bona part del terme es reparteix entre boscs i pastures, i el nombre de bestiar és força important, destacant sobretot l'oví, amb un nombre considerable, també, de boví i de cabrum.
Tingueren un paper important en l'economia de Rià i Cirac els Alts Forns, ja descrits anteriorment, però d'ençà la crisi dels anys vint del segle xx, l'activitat ha quedat reduïda a l'obtenció d'electricitat del que foren alts forns.

## Història

### Prehistòria
En el terme de Rià i Cirac han estat troabts diversos jaciments, principalment del Neolític, com la Cova de la Sort, o de Cirac, la Cova de Santa Maria i la Creu d'en Barina, amb nombrosa ceràmica d'aquella època.

### Història Medieval i Moderna
Està tractada a cadascun dels dos articles corresponents a Rià i Cirac.

### Història contemporània
La comuna de Rià fou creada el 1822 per la unió de les comunes de Rià i de Cirac, sota el nom de la primera. L'any 1973, aquella comuna de Rià es va fusionar amb la d'Orbanyà, per tal de formar la comuna de Rià, Cirac i Orbanyà. Aquesta fusió es va revertir l'any 1983, moment en què la de Rià prengué el nom actual de Rià i Cirac.

## Demografia
Fins a l'any 1826, els habitants d'aquest terme estan desglossats a cadascun dels dos antics termes. Vegeu, doncs, Rià i Cirac.
| Evolució de la població |       |       |       |       |      |      |      |      |
| 1831                    | 1836  | 1841  | 1846  | 1851  | 1856 | 1861 | 1866 | 1872 |
| 977                     | 1.004 | 1.016 | 1.002 | 1.000 | 959  | 849  | 977  | 881  |

| 1876  | 1881  | 1886  | 1891  | 1896 | 1901 | 1906 | 1911 | 1921 |
| ----- | ----- | ----- | ----- | ---- | ---- | ---- | ---- | ---- |
| 1.038 | 1.045 | 1.115 | 1.095 | 932  | 960  | 913  | 971  | 928  |

| 1926 | 1931 | 1936 | 1946 | 1954 | 1962  | 1968  | 1975  | 1982  |
| ---- | ---- | ---- | ---- | ---- | ----- | ----- | ----- | ----- |
| 864  | 872  | 776  | 782  | 831  | 1.017 | 1.057 | 1.056 | 1.068 |

| 1990  | 1999  | 2006  | 2007  | 2012  | 2015  |
| ----- | ----- | ----- | ----- | ----- | ----- |
| 1.017 | 1.126 | 1.169 | 1.175 | 1.257 | 1.314 |

Fonts: Ldh/EHESS/Cassini fins al 1999, després INSEE a partir deL 2004

## Administració i política

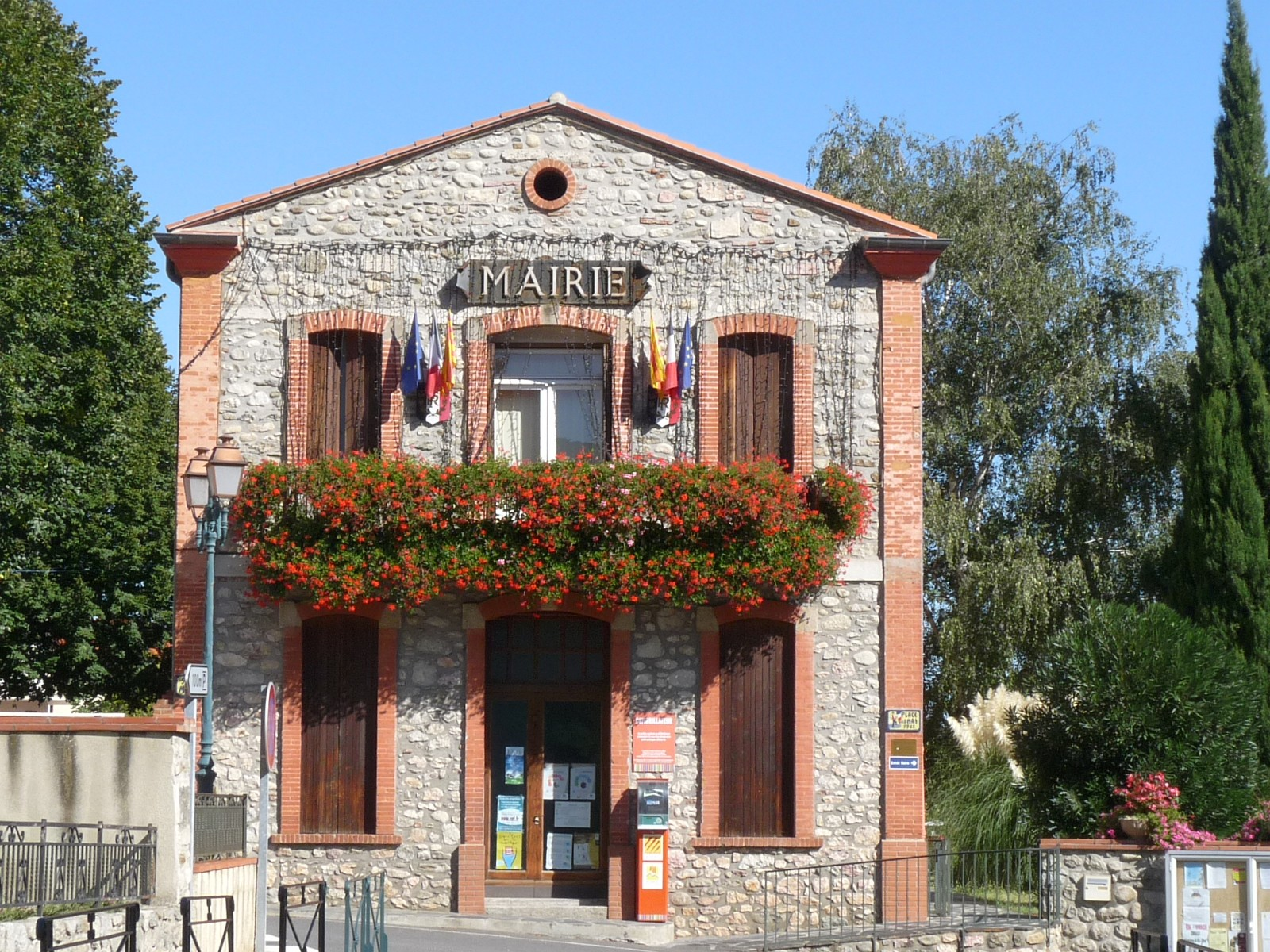
Casa de la Vila de Rià i Cirac

### Batlles
| Alcalde            | Període                       |
| ------------------ | ----------------------------- |
| Laurent Pradel     | 1823 - 1826                   |
| Joseph Marty       | 1826 - 1830                   |
| Sébastien Pagès    | 1830 - 1838                   |
| François Romeu     | 1838 - 1848                   |
| Martin Delcamp     | 1848 - 1851                   |
| Michel Basset      | 1851 - 1852                   |
| François Romeu     | 1852 - 1863                   |
| Auguste Kopp       | 1863 - 1871                   |
| Jacques Anglès     | 1871 - 1874                   |
| André Fajole       | 1874 - 1876                   |
| Pierre Atgé        | 1876 - 1876                   |
| Auguste Kopp       | 1876 - 1878                   |
| Joseph Anglès      | 1878 - 1888                   |
| Emilien Pelet      | 1888 - 1908                   |
| Gaudérique Bernard | 1908 - 1912                   |
| Hyacinthe Hulot    | 1912 - 1919                   |
|                    |                               |
| Joseph Marc        | 1919 - 1941                   |
| Joseph Grand       | 1944 - 1983                   |
| Albert Salgues     | 1983 - 1989                   |
| Paul Camps         | 1989 - Març del 2001          |
| Jean Maury         | Març del 2001 - Moment actual |

### Legislatura 2014 - 2020

#### Batlle
- Jean Maury.

#### Adjunt al batlle[12]
- 1a: Corinne Rondes, Delegada d'urbanisme i de Patrimoni culturel
- 2n: Claude Marc, Delegat de Comunicació i de Quadre de vida
- 3r: Jean Pagès, Delegat de Finances i de Joventut.

#### Consellers municipals
- Josette Serradeil
- Gaston Acezat, Delegat de Vida associativa
- Simone Messean
- Thierry Taurinyà
- Jean-Pierre March
- Béatrice Faliu - Lhoste
- Nicole Amiel - Jocaveil
- Rémy Sarrat
- Nicolas Camps
- Christelle Lapasset, Delegada d'Intercomunalitat.

### Adscripció cantonal

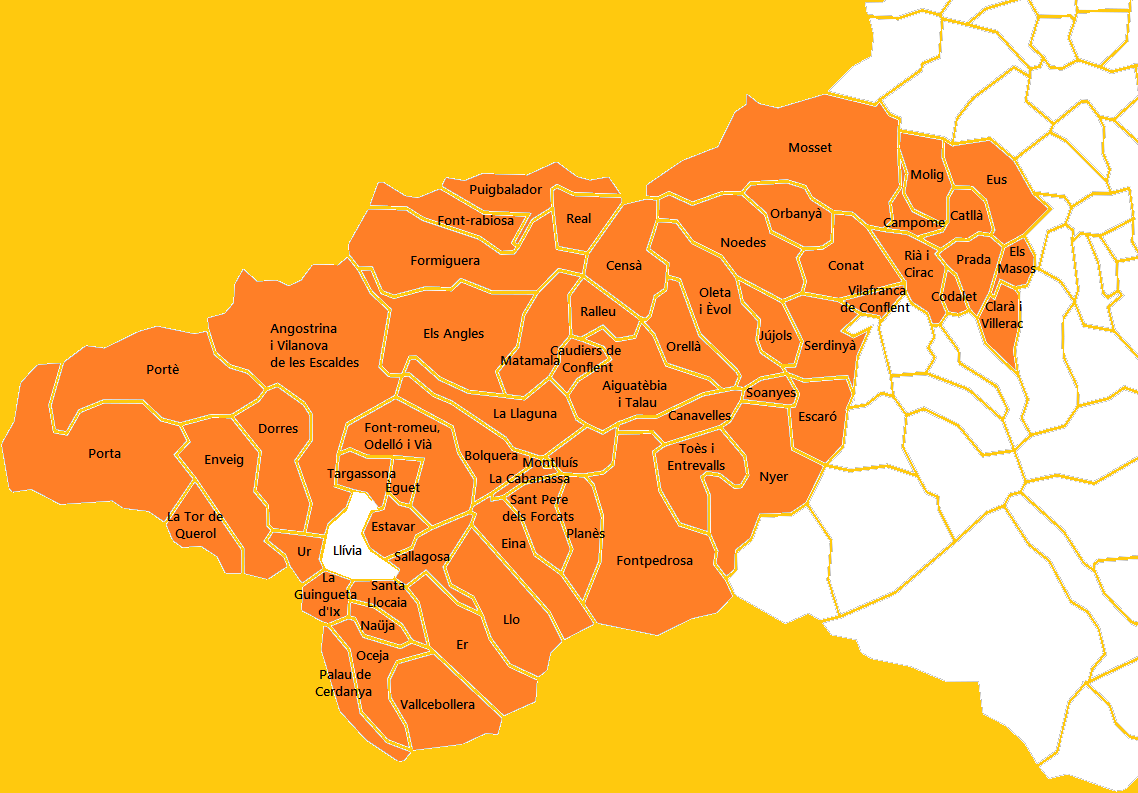
Mapa del Cantó dels Pirineus Catalans

A les eleccions cantonals del 2015 Rià i Cirac ha estat inclosa en el cantó número 13, dels Pirineus Catalans, que inclou els pobles d'Angostrina i Vilanova de les Escaldes, Bolquera, Dorres, Èguet, Eina, Enveig, Er, Estavar, Font-romeu, Odelló i Vià, la Guingueta d'Ix, Llo, Naüja, Oceja, Palau de Cerdanya, Porta, Portè, Sallagosa, Santa Llocaia, Targasona, la Tor de Querol, Ur i Vallcebollera, de la comarca de l'Alta Cerdanya, els Angles, Font-rabiosa, Formiguera, Matamala, Puigbalador i Ral, de la del Capcir, i les viles de Montlluís, Prada i Vilafranca de Conflent i els pobles d'Aiguatèbia i Talau, la Cabanassa, Campome, Canavelles, Catllà, Caudiers de Conflent, Censà, Clarà i Villerac, Codalet, Conat, Escaró, Eus, Fontpedrosa, Jújols, la Llaguna, Els Masos, Molig, Mosset, Noedes, Nyer, Oleta i Èvol, Orbanyà, Orellà, Planès, Ralleu, Rià i Cirac, Sant Pere dels Forcats, Sautó, Serdinyà, Soanyes i Toès i Entrevalls, de la del Conflent, amb capitalitat a Prada. Són conselleres per aquest cantó Jean Castex i Hélène Josende, de la Unió de la Dreta.

### Serveis comunals mancomunats
Rià i Cirac forma part de la Comunitat de comunes de Conflent - Canigó, amb capitalitat a Prada, juntament amb Prada, Arboçols, Campome, Campossí, Canavelles, Castell de Vernet, Catllà, Clarà i Villerac, Codalet, Conat, Cornellà de Conflent, Escaró, Espirà de Conflent, Estoer, Eus, Finestret, Fillols, Fontpedrosa, Fullà, Jóc, Jújols, Marqueixanes, els Masos, Mentet, Molig, Mosset, Noedes, Nyer, Oleta i Èvol, Orbanyà, Orellà, Pi de Conflent, Rigardà, Saorra, Serdinyà, Soanyes, Sornià, Tarerac, Taurinyà, Toès i Entrevalls, Trevillac, Vallestàvia, Vallmanya, Vernet, Vilafranca de Conflent i Vinçà.

## Ensenyament i Cultura

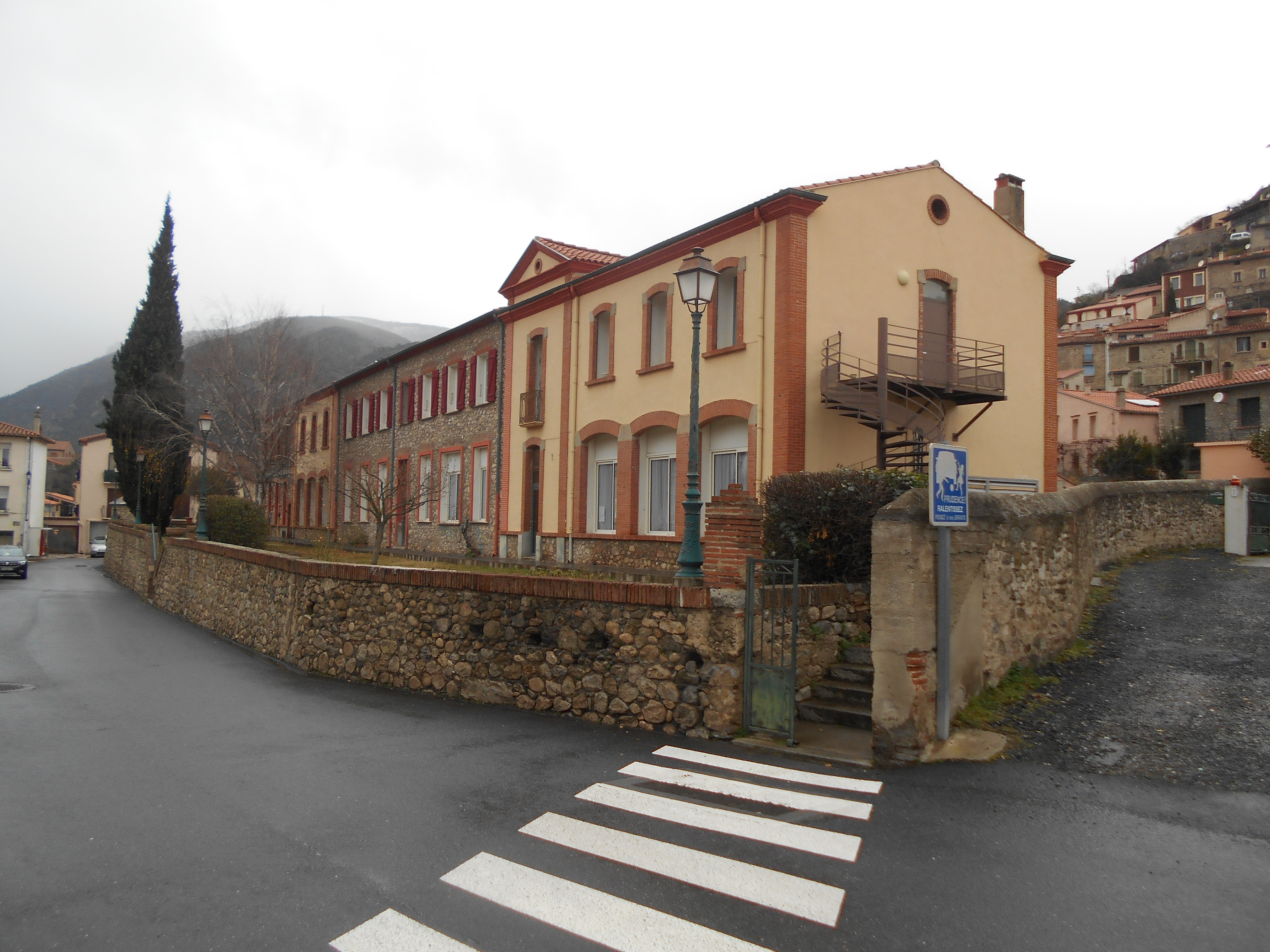
Façana meridional de les antigues escoles

En el terme de Rià i Cirac hi ha una sola escola pública, que compta amb les seccions habituals de maternal i primària, situades en el mateix recinte escolar, al sud del poble de Rià, al començament de la carretera de Conat, prop d'on hi ha els edificis comunals (l'actual Casa de la Vila és una antiga dependència de l'escola). Per a continuar els seus estudis, els adolescents i joves de Rià i de Cirac poden assistir a classe als col·legis de Prada, Arles o Illa, i per al batxillerat, al liceu de Prada.
Rià i Cirac disposen d'una mediateca, anomenada Georges Chambon, situada a l'antiga rectoria de l'església parroquial de Sant Vicenç. També hi ha un espai municipal d'oci per als joves.
Fins a divuit associacions de tota mena, coordinades per un Comitè d'Animació, des d'una coral a entitats esportives, omplen de vida cultural la comuna de Rià i Cirac.

## Llocs i monuments
- Castell de Rià
- Sant Vicenç de Rià
- Sant Climent de Cirac
- Ermita de Sant Cristòfol, del quasi desaparegut llogaret de Llúgols
- Sant Sadurní d'Eroles, o Sant Serni, del desaparegut lloc de Llúgols de Dalt.

## Personatges lligats a la comuna
- Robert Vinas (1939), historiador i paleògraf
- Josep Marie (1750 - ?), diputat a l'Assemblea Legislativa francesa del 30 d'agost del 1791 al 20 de setembre del 1792
- Guifré el Pilós[13]